# SIG Sauer CROSS
O SIG Sauer CROSS é um fuzil alimentado por carregador, anunciado em dezembro de 2019 pela SIG Sauer Inc. de New Hampshire, Estados Unidos. É um rifle de "caça de precisão", disponível em três calibres diferentes. É primeiro rifle por ação de ferrolho da empresa desde que o SSG 3000 foi lançado em 1992.

## Especificações
Os três calibres disponíveis para o SIG Sauer CROSS são: .308 Winchester, 6.5mm Creedmoor ou .277 FURY. O comprimento do cano é de 16 polegadas (410 mm) para os calibres Winchester e FURY ou 18 polegadas (460 mm) para o calibre de Creedmoor. O peso é de 6,5 libras (2,9 kg) ou 6,8 libras (3,1 kg), respectivamente. O rifle está disponível em preto ou camuflado ("First Lite Cipher"). A tração do gatilho é ajustável de 2,5 lbf (11 N) a 4,5 lbf (20 N).
Alguns analistas especializados, notaram uma forte semelhança do CROSS com um rifle lançado em 2017 chamado "The Fix by Q" da empresa "Q, LLC", e ambos têm semelhanças com o "Ritter & Stark SX-1 MTR", que foi introduzido em 2016.